# Rotenturm an der Pinka
Rotenturm an der Pinka est une commune autrichienne du district d'Oberwart dans le Burgenland.